# T. Vincent Quinn

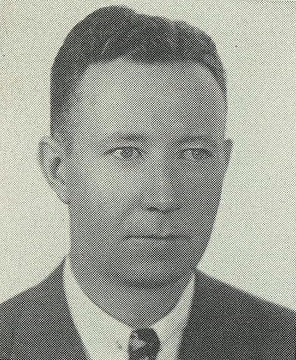
T. Vincent Quinn (1951)

Thomas Vincent Quinn (* 16. März 1903 in Long Island City, Queens, New York; † 1. März 1982 in Venice, Florida) war ein US-amerikanischer Jurist und Politiker. Zwischen 1949 und 1951 vertrat er den Bundesstaat New York im US-Repräsentantenhaus.

## Werdegang
Thomas Vincent Quinn wurde Anfang des 20. Jahrhunderts in Long Island City, einem Viertel im New Yorker Stadtteil Queens, geboren. Er besuchte die Grundschule und High School in Queens. 1924 graduierte er an der Fordham University Law School. Seine Zulassung als Anwalt erhielt er im selben Jahr und begann dann im Juni 1925 in New York City zu praktizieren. Er war vom September 1931 bis August 1934 stellvertretender Bezirksstaatsanwalt in Queens und zwischen 1934 und 1947 stellvertretender Bundesstaatsanwalt für den östlichen Distrikt von New York; zeitweise war er auch amtierender Bundesstaatsanwalt. Am 21. Juli 1947 wurde er zum stellvertretenden Attorney General der Vereinigten Staaten ernannt, eine Stellung, die er bis zu seinem Rücktritt am 10. August 1948 innehatte. Politisch gehörte er der Demokratischen Partei an.
Bei den Kongresswahlen des Jahres 1948 wurde Quinn im fünften Wahlbezirk von New York in das US-Repräsentantenhaus in Washington, D.C. gewählt, wo er am 4. Januar 1949 die Nachfolge von Robert Tripp Ross antrat. Zwei Jahre später wurde er wiedergewählt, trat allerdings am 30. Dezember 1951 aus dem Kongress aus.
Danach war er bis zum 31. Dezember 1955 als Bezirksstaatsanwalt in Queens tätig. Quinn erlitt 1955 bei seiner demokratischen Nominierung für diesen Posten eine Niederlage. Am 30. April 1957 wurde er zum Magistraten ernannt, eine Stellung, die er bis zu der Zusammenlegung seines Amtes mit dem New York City Criminal Court im Jahr 1962 ausübte. Danach war er bis zum 15. September 1972 als Richter an dem Criminal Court tätig. Danach lebte er bis zu seinem Tod am 1. März 1982 in Venice.